# キトニーヨート
キトニーヨート（קִטְנִיּוֹת ,קטניות , קיטניות, Kitniyot, qit'niyyoth）はアシュケナジム系のペサハに関連する食品のカテゴリーで、トウモロコシ、コメ、エンドウ(あるいはグリーンピース)、マメ類を食べないというもの。セファルディム系では食べる。短い（qat'an）の語根を思わせる。